# Peter Kulan
Peter Kulan (* 20. června 1962) je bývalý slovenský a československý politik, za Verejnosť proti násiliu, po sametové revoluci poslanec Sněmovny národů Federálního shromáždění.

## Biografie
K roku 1990 je profesně uváděn jako technolog podniku Chirana Humenné, bytem Humenné.
V lednu 1990 nastoupil jako bezpartijní poslanec, respektive poslanec za hnutí Verejnosť proti násiliu, v rámci procesu kooptací do Federálního shromáždění po sametové revoluci do slovenské části Sněmovny národů (volební obvod č. 146 - Stará Ľubovňa, Východoslovenský kraj). Mandát za VPN obhájil ve volbách roku 1990. V roce 1991 přešel do formace ODÚ - VPN, která se utvořila po rozpadu VPN a odštěpení HZDS. Ve federálním parlamentu setrval do konce funkčního období, tedy do voleb roku 1992.
Profiloval se jako odpůrce Vladimíra Mečiara a zastánce společného státu. V roce 1991 mu bylo poštou doručeno několik antisemitských pamfletů. Nález ohlásil ministrovi vnitra. V roce 1992 obvinil Vladimíra Mečiara v rozpravě ve FS, že prodej podniku Bratislavské automobilové závody koncernu Volkswagen byl ovlivněn lobováním a úplatky.
Později přesídlil do Česka. Od roku 1993 je evidován jako živnostník, bytem Poříčí u Litomyšle, později Praha. Od mládí se zabýval profesionálním potápěním. Je zároveň vyznavačem freedivingu. Založil a vede potápečskou základnu AMA Diving v Chorvatsku.